# Кристијан Мора
Кристијан Рафаел Мора Медрано (шп. Cristian Rafael Mora Medrano; 26. август 1979) бивши је еквадорски фудбалер који је играо на позицији голмана.
Током каријере је играо углавном у еквадорским фудбалским клубовима, највише у ЛДУ Киту.
Био је у саставу репрезентације Еквадора на Светском првенству 2006. када је одиграо све три утакмице у групној фази и меч осмине финала када је Еквадор поражен од Енглеске.